# Alexei Alexandrowitsch Kopeikin
Alexei Alexandrowitsch Kopeikin (russisch Алексей Александрович Копейкин; * 29. August 1983 in Angarsk, Russische SFSR) ist ein russischer Eishockeyspieler, der zuletzt beim HK Witjas Podolsk in der Kontinentalen Hockey-Liga unter Vertrag stand.

## Karriere
Alexei Kopeikin begann seine Karriere als Eishockeyspieler in der Nachwuchsabteilung von Lokomotive Jaroslawl, für dessen zweite Mannschaft er in der Saison 1999/2000 in der drittklassigen Perwaja Liga aktiv war. Anschließend spielte er zwei Jahre lang für das ebenfalls drittklassig spielende Samorodok Chabarowsk, wobei der Angreifer in der Saison 2000/01 sein Debüt für den Stadtnachbarn Amur Chabarowsk im professionellen Eishockey gab. Bei seinen zwei Einsätzen in der Superliga blieb er punkt- und straflos. Im Sommer 2002 wurde der Rechtsschütze fest von Amur verpflichtet, für das er in den folgenden zwei Jahren parallel in der Superliga und für dessen zweite Mannschaft in der Perwaja Liga antrat. Nach dem Abstieg Amurs in die Wysschaja Liga, der zweiten russischen Spielklasse, lief er in der Saison 2004/05 nur noch in der Profimannschaft auf. 
Die Saison 2005/06 verbrachte Kopeikin beim HK Spartak Moskau in der Superliga. Es folgten zwei Jahre beim HK Sibir Nowosibirsk, ehe er zur Saison 2008/09 einen Vertrag beim HK Awangard Omsk aus der neu gegründeten Kontinentalen Hockey-Liga erhielt. Nach nur 18 Spielen kehrte er zu seinem Ex-Club Amur Chabarowsk zurück, bei dem er zwischen 2009 und 2011 als Mannschaftskapitän agierte. Im Mai 2012 verließ er Amur und wurde vom HK Sibir Nowosibirsk für zwei Jahre verpflichtet.
Bei Sibir war er zwischen 2013 und 2016 Mannschaftskapitän und kam in vier Spieljahren auf über 230 KHL-Partien. Im Juli 2016 wechselte er innerhalb der KHL zum HK Witjas Podolsk und spielte für diesen bis 2018.

## KHL-Statistik
(Stand: Ende der Saison 2010/11)